# Ctenosciara meridiana
Ctenosciara meridiana är en tvåvingeart som beskrevs av Sutou och Ito 2003. Ctenosciara meridiana ingår i släktet Ctenosciara och familjen sorgmyggor. Inga underarter finns listade i Catalogue of Life.